# 장크리스토프 부베

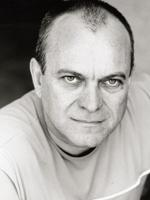

장크리스토프 부베(Jean-Christophe Bouvet, 1947년 3월 24일 ~ )는 프랑스의 배우, 영화 감독, 각본가, 영화배우, 텔레비전 배우이다.
파리에서 태어났다.

## 영화
- 템프팅 (2018년)
- 오피셜 셀렉션 (2016년)
- 4 데이즈 인 프랑스 (2016년)
- 투 레미스, 투 (2015년)
- 유 앤 더 나잇 (2013년)
- 카오스 (2013년)
- 아워 파라다이스 (2011년)
- 캣 런 (2011년)
- 두 명의 뒤마 (2010, L'Autre Dumas)
- 검은 비너스 (2010년)
- 시네만 (2009년)
- 파세-파세 (2008년)
- 죽음의 명성 (2007년)
- 프랑스 (2007년)
- 캡틴 에이헙 (2007년)
- 원스 어폰 어 투모로우 (2007년)
- 레드 인 (2007년)
- 택시 4 (2007년)
- 호랑이 여단 (2006, Les Brigades du Tigre)
- 원 투 어나더 (2006년)
- 코미디 오브 파워 (2006년)
- 마리 앙투아네트 (2006년) - 에티엔프랑수아 드 슈아죌 공작 역
- 거짓말, 배신, 그리고 더 많은 관계들... (2004년)
- 아워 뮤직 (2004년)
- 택시 3 (2003년) - 에드몽 베르티뉴 역
- 비잉 라이트 (2001년)
- 택시 2 (2000년)
- 연인들 (1999년)
- 글로리아 (1999년) - 빈센트 역
- 차가운 물 (1994년)
- 난 키스하지 않는다 (1991년)
- 사탄의 태양 아래서 (1987년)